# 贾忠建
贾忠建（1930年9月16日-2023年2月15日—），女，上海人，中国有机化学家、化学教育家。兰州大学教授、博士生导师。

## 生平
1930年9月16日生于上海。1953年毕业于南京大学化学系，1958年毕业北京大学化学系研究生专业。后在兰州大学任教，曾任有机化学所所长。

## 学术贡献
长期从事天然有机化学教学和科研工作，系统研究了80余种中国西北地区药用植物的萜和甙，得到300多种新化合物，并从菊科植物中分离出100多种新倍半萜，发现2种失碳二萜内酯新骨架。从红豆杉中分得16种新紫衫烷二萜，对白血病及癌细胞有抑制作用。